# Румуни в Україні

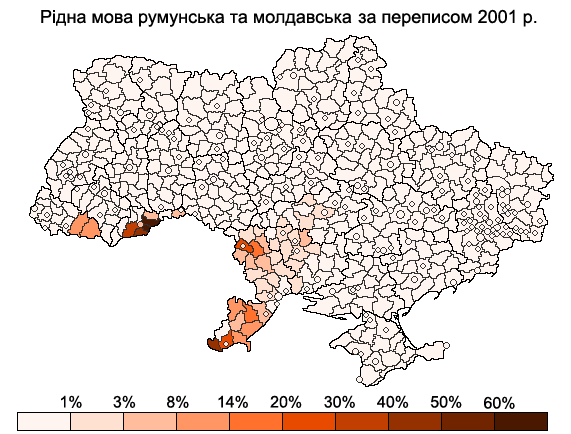
Частка населення, що назвало рідною мовою румунську та молдовську (2001 р.)

Румуни в Україні проживають переважно на територіях, що межують з Румунією - на Буковині (115 тис., 76% румунів України) та Північній Мармарощині (32 тис., 21% румунів України).
Румуни — сьома за чисельністю етнічна меншина України. Згідно з даними Всеукраїнського перепису 2001 року в Україні проживало 151 тисяча румунів, що становило 0,31 % населення держави. Серед румунів 92% визнали рідною мовою румунську, 6% — українську, 1,5% російську.

## Історія

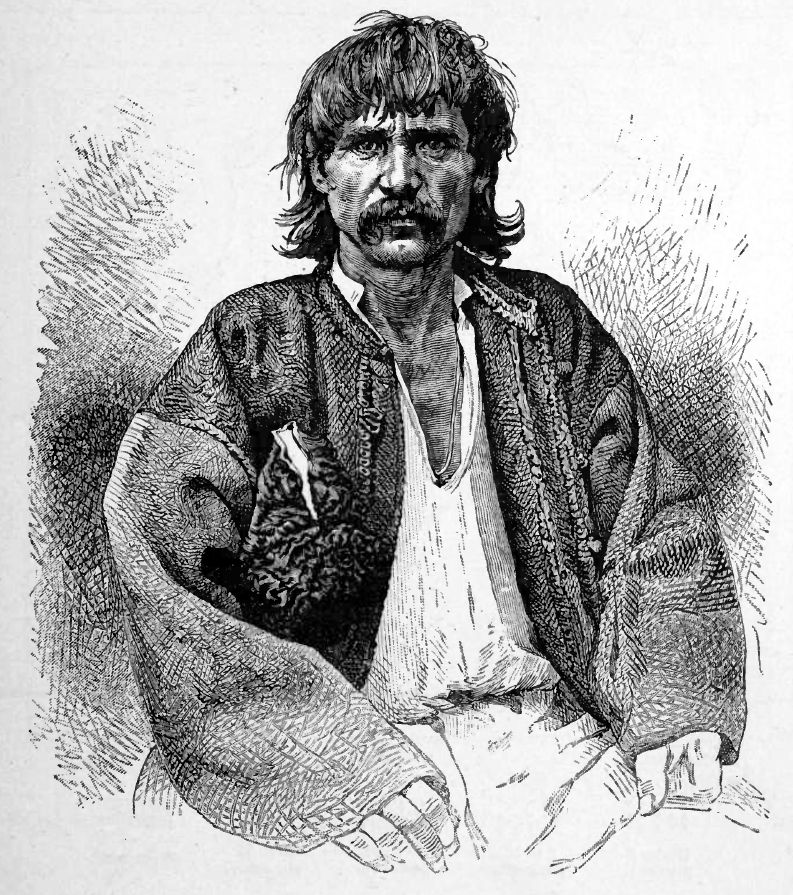
Румун з Поділля, 1870-ті рр. Ілюстрація до книги «Земля і люди. Загальна географія» (т.5), Жана Жака Елізе Реклю, 1880

Румунському заселенню Південної України сприяло те, що і ця частина України, і сусідня Молдова з XVI століття перебували під турецькою зверхністю, так що перехід румун з Молдови на малозаселене лівобережжя Дністра не зустрічав перешкод. Тоді молдовські селяни тікали цілими селищами в Україну, де соціальні умови були кращими. Кількість румун в Україні ще значно зросла, коли 1791 року територія між Дністром і Бугом перейшла у володіння Російської імперії і російський уряд надав у ній молдовським поміщикам і урядовцям великі землеволодіння (1792 — 260 тисяч десятин землі у Ананьївському й Тираспольському повітах, які здебільшого заселялися утікачами з Молдови). Деяка частина румунів оселилася і на схід від Південного Бугу.
Румунські поселенці брали участь у гайдамацьких повстаннях, їх поселювано разом з українцями у військових поселеннях Південної України. За російським переписом 1897 року на території 9 українських губерній жило 185 000 румунів, у тому числі в губерніях: Херсонській — 147000, Подільській — 27 000, Катеринославській — 9 000; без заселеної суцільно румунами вузької смуги Херсонщини положеної на лівому березі Дністра (вона 1924 року увійшла до складу Молдавської Автономної ССР) їх було близько 100 000. На цій самій території за переписом 1926 року жило 268 (142) 000 румунів. Закріпленню румунського населення на українських Центральних і Східних Землях сприяло створення Молдавської Автономної ССР (1924 — 40), а згодом Молдавської РСР. Значне число румунів жило в українських частинах Буковини (32 000) і Басарабії (в Хотинщині — 36 000, в Аккерманщині — 82 000), які у 1918-40 входили до складу Румунії (числа на 1930, приблизні).
| Розселення румунів в Україні, 2001 рік | Розселення румунів в Україні, 2001 рік | Розселення румунів в Україні, 2001 рік | Розселення румунів в Україні, 2001 рік |
| Регіон                                 | Чисельність (тис. чол)                 | Частка                                 |                                        |
| -------------------------------------- | -------------------------------------- | -------------------------------------- | -------------------------------------- |
| Чернівецька                            | 114,6                                  | 12,5%                                  |                                        |
| Закарпатська                           | 32,1                                   | 2,6 %                                  |                                        |
| Інші регіони                           | 4,3                                    |                                        |                                        |
| Всього                                 | 151,0                                  | 0,3 %                                  |                                        |

| Населення  | Кількість |        |
| ---------- | --------- | ------ |
| міського   | 32.401    | 21,5%  |
| сільського | 118.588   | 78,5%  |
| Всього     | 150.989   | 100.0% |

За переписом населення з 1970 в УРСР жило 112100 румунів і 265900 молдован, тобто разом 378 000 Румунів (0,8 %) всього населення УРСР). Число румунів в УРСР збільшилося ще й тому, що до складу УРСР увійшли також невеликі окрайки румунської етнічної території на Буковині і в сусідній частині Молдови та румунській етнічний землі у Мармарощині на Закарпатті, який простягається на північ від Сиготу з осередками: Солотвина і Нижня та Середня Апша — Нижнє і Середнє Водяне (він постав у 13-15 століттях). 74,6 % румунів живе по селах, 25,4 % — у містах. 

|                  | 1959  | 1970  | 1979  | 1989  | 2001  |
| ---------------- | ----- | ----- | ----- | ----- | ----- |
| Чисельність, тис | 100,9 | 112,1 | 121,8 | 134,8 | 151,0 |
| Частка, %        | 0,24% | 0,24% | 0,25% | 0,26% | 0,31% |

Найбільше румунів живе у Чернівецькій області — 114,6 тис. або 12,5% всього населення. Вони заселюють частково райони Глибоцький (45,3%), Сторожинецький (36,8%), Новоселицький (6,8%), та майже повністю - Герцаївський (91,5%). Румуни також проживають у Тячівському (12,4%) та Рахівському (11,6%) районах Закарпатської області, де їх налічується 32,1 тис., або 2,6% населення області.
| Вікова структура, 2001 рік | Вікова структура, 2001 рік | Вікова структура, 2001 рік |
| Вік                        | Чисельність                |                            |
| -------------------------- | -------------------------- | -------------------------- |
| 0-14                       | 34.430                     | 22.8%                      |
| 15-64                      | 98.060                     | 65.0%                      |
| >65                        | 18.499                     | 12.2%                      |

## Мова

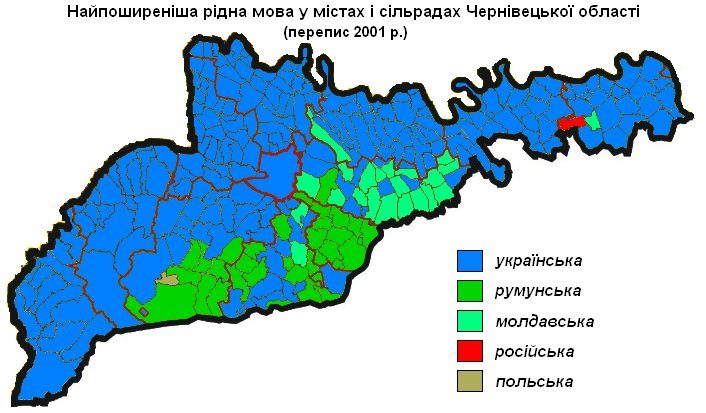
Найпоширеніша рідна мова у містах і сільрадах Чернівецької області за переписом 2001 р.

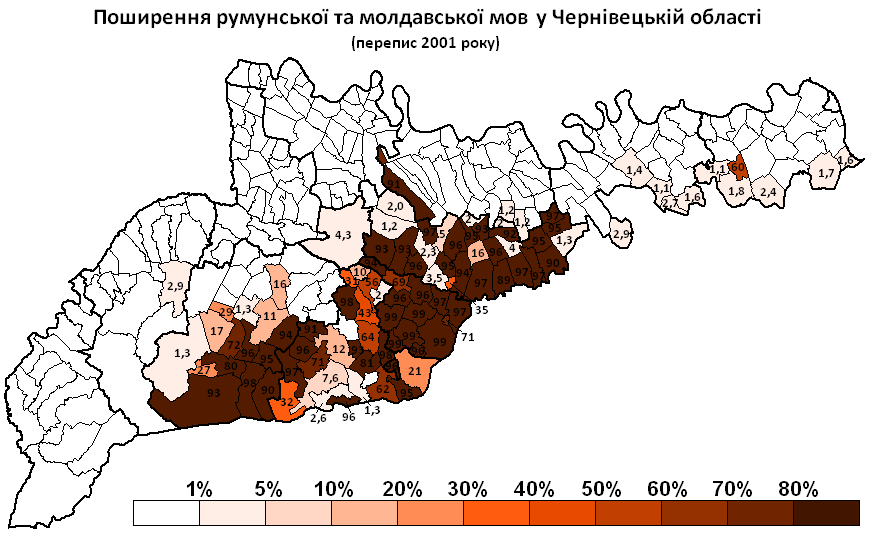
Частка населення, що назвало рідною румунську та молдовську мови у міських, селищних та сільських радах Чернівецької обл. за переписом 2001 р.

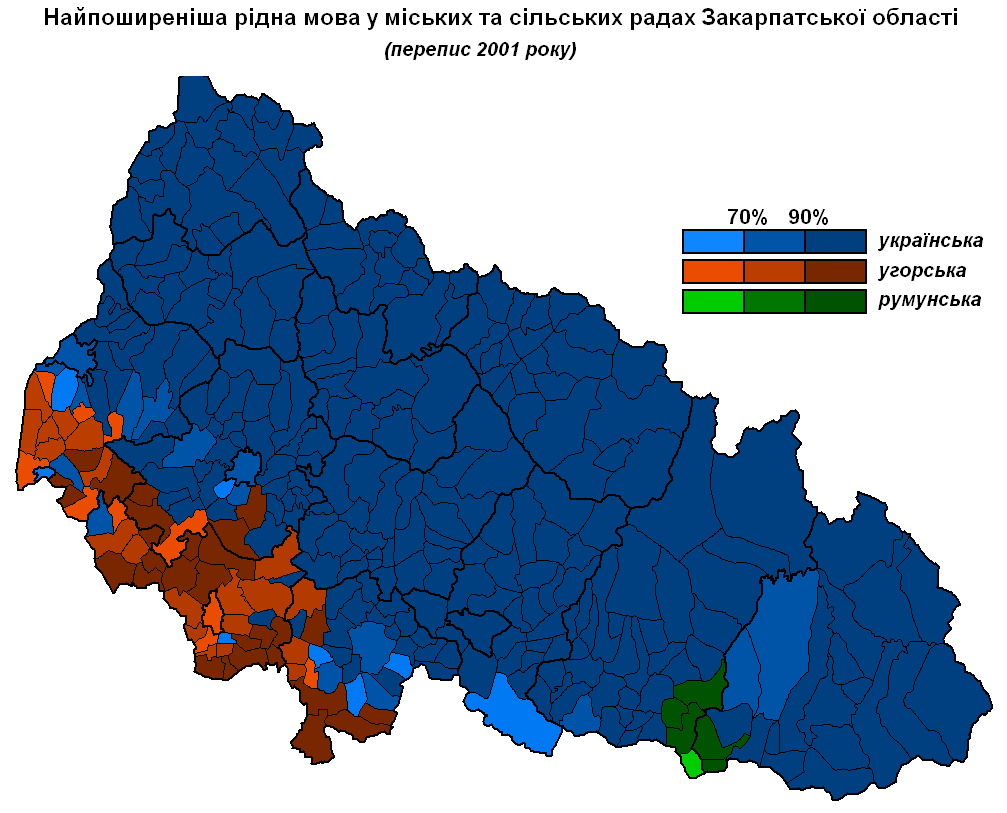
Найпоширеніша рідна мова у містах і сільрадах Закарпатської області за переписом 2001 р.

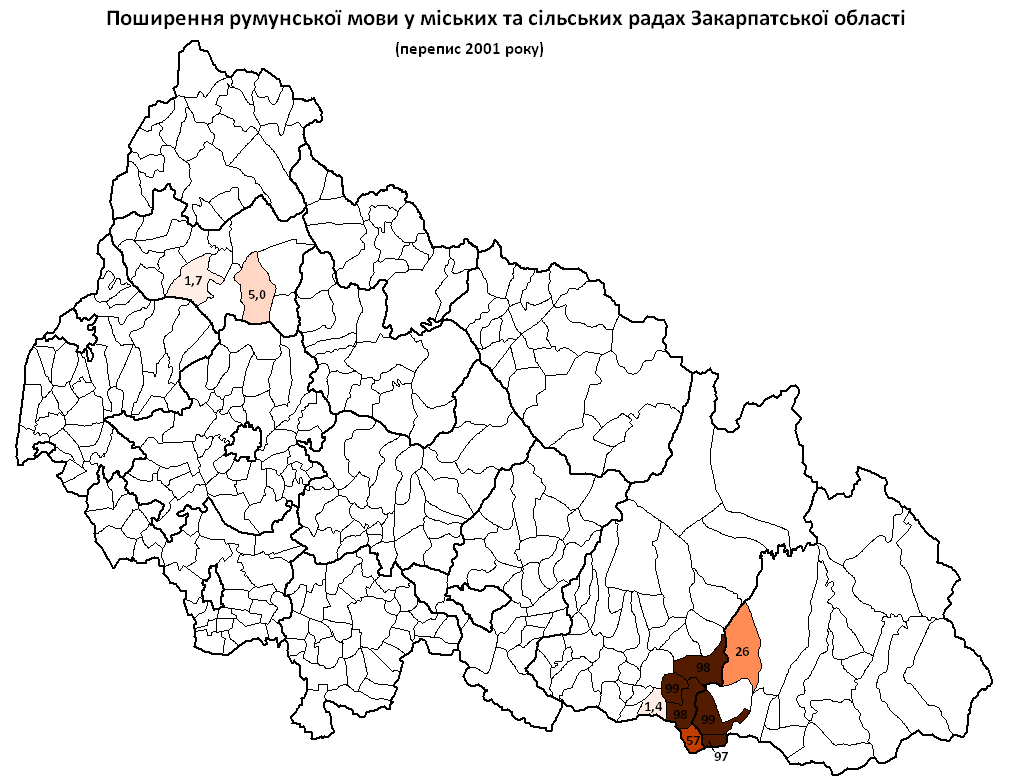
Частка населення, що назвало рідною румунську мову у міських, селищних та сільських радах Закарпатської обл. за переписом 2001 р.

Румунська мова є шостою за поширеністю мовою України, що за переписом 2001 року налічувала 142 671 носіїв (0,3% населення України). Майже все румунськомовне населення (98,9%) проживає на території двох областей, Чернівецької (108 859 осіб) та Закарпатської (32 224 осіб), де вони становлять 11,9% та 2,6% населення відповідно. Румунськомовне населення абсолютно переважає у Герцаївському районі (92,2%), а також становить значну частку населення Глибоцького (40,1%), Сторожинецького (35,4%) районів Чернівецької області та Тячівського (12,4%) і Рахівського (11,5%) районів Закарпатської області.
Рідна мова румунів України за переписами
|            | 1970  | 1979  | 1989  | 2001  |
| ---------- | ----- | ----- | ----- | ----- |
| румунська  | 64,5% | 41,0% | 62,3% | 91,7% |
| українська | 8,9%  | 10,3% | 9,8%  | 6,2%  |
| російська  | 2,1%  | 3,1%  | 3,5%  | 1,5%  |
| молдовська | 24,2% | 45,5% | 24,3% | 0,5%  |

За переписом 2001 року, серед румун України вказали на вільне володіння мовами:
- румунською - 94,5%
- російською - 45,5%
- українською - 43,9%

Вільне володіння мовами серед румунів УРСР за даними перепису 1989 р.:
- румунською та молдовською - 90,9%
- російською - 53,7%
- українською - 16,9%

Райони та міста компактного проживання румунів за результатами перепису 2001 року.
| Місто/Район          | Область      | Рідна мова румунська | Румуни за національністю | Румунськомовні / румуни |
| -------------------- | ------------ | -------------------- | ------------------------ | ----------------------- |
| Герцаївський район   | Чернівецька  | 92,2%                | 91,5%                    | 101%                    |
| Глибоцький район     | Чернівецька  | 40,1%                | 45,3%                    | 89%                     |
| Сторожинецький район | Чернівецька  | 35,4%                | 36,8%                    | 96%                     |
| Тячівський район     | Закарпатська | 12,4%                | 12,4%                    | 100%                    |
| Рахівський район     | Закарпатська | 11,5%                | 11,6%                    | 99%                     |
| Новоселицький район  | Чернівецька  | 9,3%                 | 6,8%                     | 138%                    |
| м. Чернівці          | Чернівецька  | 3,3%                 | 4,5%                     | 73%                     |

Населені пункти, у яких під час перепису 2001 р. румунську мову назвали рідною більшість населення.
| Населений пункт    | Район                | Область      | % румунськомовних |
| ------------------ | -------------------- | ------------ | ----------------- |
| с. Пещера          | Тячівський район     | Закарпатська | 100,0             |
| с. Підвальне       | Герцаївський район   | Чернівецька  | 99,3              |
| с. Топчино         | Тячівський район     | Закарпатська | 99,1              |
| с. Петрашівка      | Герцаївський район   | Чернівецька  | 98,9              |
| с. Велика Буда     | Герцаївський район   | Чернівецька  | 98,7              |
| с. Мала Буда       | Герцаївський район   | Чернівецька  | 98,6              |
| с. Середнє Водяне  | Рахівський район     | Закарпатська | 98,6              |
| с. Глибокий Потік  | Тячівський район     | Закарпатська | 98,4              |
| с. Тернавка        | Герцаївський район   | Чернівецька  | 98,4              |
| с. Добрік          | Рахівський район     | Закарпатська | 98,3              |
| с. Хряцька         | Герцаївський район   | Чернівецька  | 98,3              |
| с. Байраки         | Герцаївський район   | Чернівецька  | 98,1              |
| с. Круп'янське     | Герцаївський район   | Чернівецька  | 98,1              |
| с. Станівці        | Глибоцький район     | Чернівецька  | 98,1              |
| с. Великосілля     | Герцаївський район   | Чернівецька  | 98,0              |
| с. Глибочок        | Сторожинецький район | Чернівецька  | 97,8              |
| с. Нижня Апша      | Тячівський район     | Закарпатська | 97,6              |
| с. Волока          | Глибоцький район     | Чернівецька  | 97,5              |
| с. Дяківці         | Герцаївський район   | Чернівецька  | 97,5              |
| с. Їжівці          | Сторожинецький район | Чернівецька  | 97,3              |
| с. Біла Церква     | Рахівський район     | Закарпатська | 97,0              |
| с. Подішор         | Тячівський район     | Закарпатська | 97,0              |
| с. Купка           | Глибоцький район     | Чернівецька  | 96,9              |
| с. Поляна          | Глибоцький район     | Чернівецька  | 96,6              |
| с. Молниця         | Герцаївський район   | Чернівецька  | 96,5              |
| с. Годинівка       | Герцаївський район   | Чернівецька  | 96,4              |
| с. Грушівка        | Глибоцький район     | Чернівецька  | 96,4              |
| с. Багринівка      | Глибоцький район     | Чернівецька  | 96,3              |
| с. Буківка         | Герцаївський район   | Чернівецька  | 96,1              |
| с. Йорданешти      | Глибоцький район     | Чернівецька  | 95,8              |
| с. Буденець        | Сторожинецький район | Чернівецька  | 95,7              |
| с. Нижні Петрівці  | Сторожинецький район | Чернівецька  | 95,7              |
| с. Нижні Синівці   | Глибоцький район     | Чернівецька  | 95,5              |
| с. Горбова         | Герцаївський район   | Чернівецька  | 95,3              |
| с. Куликівка       | Герцаївський район   | Чернівецька  | 95,2              |
| с. Верхні Петрівці | Сторожинецький район | Чернівецька  | 94,7              |
| с. Опришени        | Глибоцький район     | Чернівецька  | 94,3              |
| с. Луковиця        | Герцаївський район   | Чернівецька  | 94,6              |
| с. Верхні Синівці  | Глибоцький район     | Чернівецька  | 94,2              |
| с. Ропча           | Сторожинецький район | Чернівецька  | 94,0              |
| с. Могилівка       | Герцаївський район   | Чернівецька  | 93,3              |
| с. Остриця         | Герцаївський район   | Чернівецька  | 93,2              |
| смт Красноїльськ   | Сторожинецький район | Чернівецька  | 92,3              |
| с. Просіка         | Глибоцький район     | Чернівецька  | 92,2              |
| с. Банчени         | Герцаївський район   | Чернівецька  | 92,1              |
| с. Димка           | Глибоцький район     | Чернівецька  | 91,8              |
| с. Лунка           | Герцаївський район   | Чернівецька  | 91,8              |
| с. Карапчів        | Глибоцький район     | Чернівецька  | 91,0              |
| с. Сучевени        | Глибоцький район     | Чернівецька  | 87,6              |
| с. Радгоспівка     | Герцаївський район   | Чернівецька  | 82,1              |
| с. Чудей           | Сторожинецький район | Чернівецька  | 82,1              |
| с. Тереблече       | Глибоцький район     | Чернівецька  | 80,7              |
| с. Плаюць          | Рахівський район     | Закарпатська | 78,2              |
| с. Череш           | Сторожинецький район | Чернівецька  | 71,3              |
| с. Аршиця          | Сторожинецький район | Чернівецька  | 69,5              |
| м. Герца           | Герцаївський район   | Чернівецька  | 68,1              |
| с. Цурень          | Герцаївський район   | Чернівецька  | 66,6              |
| с. Бояни           | Новоселицький район  | Чернівецька  | 63,5              |
| с. Остриця         | Новоселицький район  | Чернівецька  | 60,1              |
| смт Солотвино      | Тячівський район     | Закарпатська | 56,5              |
| с. Просокиряни     | Глибоцький район     | Чернівецька  | 56,1              |

## Культура

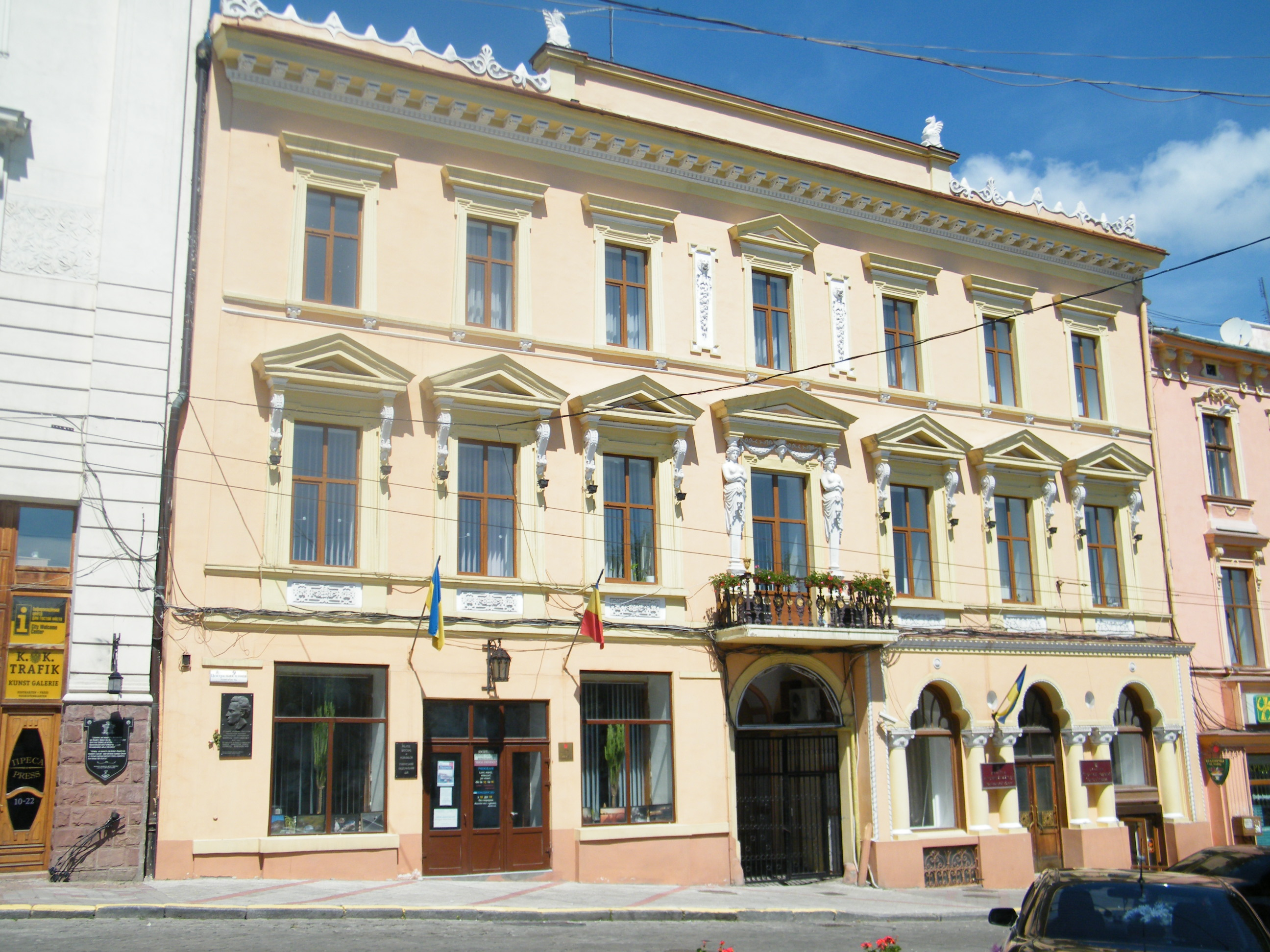
Румунський Національний дім у Чернівцях

Румуни в Україні користуються, майже винятково в Чернівецькій області, своєрідною культурною автономією. У Чернівцях виходять румунською мовою 12 обласних газет серед них найтиражніша — «Зориле Буковиней» та 3 районні двомовні українсько-румунські газети. Окреме видавництво випускає видання румунською мовою. Існують початкові й середні школи з румунською викладовою мовою; в Чернівецькому Університеті є кафедра романської філології. Діють самодіяльні гуртки румунської пісні, танку тощо. Ряд членів Спілки Письменників України пише румунською мовою.

## Релігія
У 106 православних церквах та монастирях богослужіння відбувається румунською мовою.

## Прізвища
Мендрул, Негрескул, Негруца, Барбанягре, Боцюл, Щеул(-ов), Флорескул, Мереняну, Мустяце, Лягул.